# Sepioteuthis lessoniana
Sepioteuthis lessoniana är en bläckfiskart som beskrevs av Férussac 1831 in Lesson, 1830-1831. Sepioteuthis lessoniana ingår i släktet Sepioteuthis och familjen kalmarer. Inga underarter finns listade i Catalogue of Life.